# 沈士賢
沈士賢（? - 1953年1月10日），圣名若瑟，湖北汉口人，1950年代中国天主教“四大才子”（董世祉、张伯达、陳哲敏、沈士賢）之一。18岁时即离家留学国外，曾先后到英国、爱尔兰、意大利等国深造。33岁时回国己拥有神学、哲学及政治三个博士头衔。
1948年初，黎培里将爱尔兰圣高隆庞会传教士莫克勤(W.A.Mcgrath)和沈士贤从汉阳教区调到上海，在天主教教务协进会建立圣母军总部。沈士贤因在震旦女子文理院和震旦女中讲课，1948年4月5日，在震旦女子文理院成立了上海圣母军第一个支会——“善导圣母军支团”。1949年初，又在震旦女中先后组建2个支团，分别名“可奇之母支团”和“仁慈之母支团”，共22人。此外，在圣高隆庞会驻上海机构崇真堂和杨树浦圣心医院也组建了支团。1949年3月27日，沈士贤率上海圣母军人员在伯多禄堂举行誓师大会。此后，圣母军在上海市迅速发展。
1951年9月6日，上海天主教協進會的陳哲敏、沈士賢、侯之正，高樂康（Le Grand），趙玉明（Mg. Prevost）5人和高隆邦會的莫克勤神父同日被捕，關在上海市南車站路看守所（关押特务的地方）。1951年10月8日，上海市军管会宣布取缔圣母军。
在狱中一年半后，沈士賢因风湿性心脏病在上海市监狱医院去世。同院的法籍耶稣会神父万里（Jean Billot）为垂危的沈士贤放临终大赦。